# المؤتمر الصهيوني السادس
عقد المؤتمر الصهيوني السادس في بازل في 23 أغسطس 1903. تسبب تيودور هرتزل في انقسام كبير بين المندوبين عندما قدم «مخطط أوغندا» - وهي مستعمرة يهودية مقترحة في ما يعتبر الآن جزءا من كينيا. توفي هرتزل في العام التالي.

## خلفية
بعد نجاح كتاب دولة اليهود، الذي نشر في عام 1896، والمؤتمر الصهيوني الأول في العام التالي، أصبح تيودور هرتزل زعيم الحركة الصهيونية بلا منازع. وقال انه يتصور هجرة جماعية لليهود «على نطاق واسع جدا» إلى فلسطين وأن المستعمرة يجب ان «تؤمن بموجب القانون العام». على مدى السنوات السبع التالية كرس هرتزل نفسه لتحقيق هذه الرؤية. وكان نهجه الأول محاولة لكسب الدعم العثماني. ومارس الضغط على السلطان عبد الحميد الثاني بمقترحات بتقديم مساعدات مالية يهودية. في عام 1898 صمم على إجراء مقابلة مع القيصر الألماني فيلهلم الثاني. فقد اتصل بالساسة البريطانيين حاملا معه مقترحات لبناء مستعمرات في قبرص و‌العريش. وبحلول عام 1903، لم يكن أي من هذه النهج قد أسفر عن أي نتائج. في أبريل من تلك السنة، أي قبل 4 شهرا من المؤتمر ال‍ 6، تعرض السكان اليهود في كيشينيف لمذبحة دامت 3 يوما تغذيها إتهامات فرية الدم. وذكرت التقارير الاولية باللغة اليديشية ان عدد القتلى وصل إلى 120، بالرغم من ان الحصيلة النهائية كانت اقل من ذلك بكثير. سافر هرتزل إلى روسيا، على الرغم من تدهور صحته، حيث عقد اجتماعين مع فياتشيسلاف فون بليهفي، الذي يعتبره الكثيرون مسؤولا عن فظائع كيشينيف. وأثناء وجوده في روسيا، قبل 9 أيام من انعقاد المؤتمر، تلقى هرتزل تأكيدا رسميا من الحكومة البريطانية لما أصبح يعرف بمخطط أوغندا.